# Шапоно
Шапоно (фр. Chaponost) насеље је и општина у источној Француској у региону Рона-Алпи, у департману Рона која припада префектури Лион.
По подацима из 2011. године у општини је живело 7971 становника, а густина насељености је износила 488,42 становника/km². Општина се простире на површини од 16,32 km². Налази се на средњој надморској висини од 325 метара (максималној 336 m, а минималној 180 m).

## Демографија
| 1962. | 1968. | 1975. | 1982. | 1990. | 1999. | 2011. |
| ----- | ----- | ----- | ----- | ----- | ----- | ----- |
| 3.143 | 3.638 | 4.632 | 5.278 | 6.911 | 7.832 | 7.971 |

График промене броја становника у току последњих година